# Giulia Melli
Giulia Melli (Mantova, 8 gennaio 1998) è una pallavolista italiana, schiacciatrice dell'AGIL.

## Carriera

### Club
La carriera di Giulia Melli inizia nella stagione 2013-14 con il Curtatone, in Serie C; nell'annata successiva passa al Volleyrò, in Serie B1, dove resta per due annate.
Nella stagione 2016-17 debutta in Serie A1 con la squadra federale del Club Italia: resta nella stessa divisione anche il campionato successivo vestendo la maglia del Filottrano, per poi essere ceduta a stagione in corso all'Hermaea, in Serie A2. Nell'annata 2018-19 si accasa alla VolAlto Caserta, con cui ottiene la promozione in Serie A1; tuttavia nella stagione seguente resta nella serie cadetta, ingaggiata dalla Trentino Rosa: con la società di Trento vince la Coppa Italia di Serie A2 2019-20 e partecipa alla Serie A1 nella stagione 2020-21 grazie al ripescaggio del club.
Per il campionato 2021-22 firma per la Wealth Planet Perugia, mentre in quello 2022-23 torna a disputare il campionato di Serie A2 con la Roma Club con il quale vince la sua seconda Coppa Italia di categoria e ottiene la promozione in Serie A1, categoria in cui milita nella stagione successiva con la stessa squadra, aggiudicandosi la WEVZA Cup 2024 e la Challenge Cup 2024-25. È sempre nella massima divisione anche per l'annata 2025-26, accettando l'offerta dell'AGIL.

### Nazionale
Nel 2015 viene convocata nella nazionale italiana under 18 con cui conquista la medaglia d'oro al campionato mondiale, nel 2016 è in quella under 19 e under 23 e nel 2017 in quella under 20.
Nel 2021 ottiene le prime convocazioni nella nazionale maggiore.

## Palmarès

### Club
- Coppa Italia di Serie A2: 2

2019-20, 2022-23
- Challenge Cup: 1

2024-25
- WEVZA Cup: 1

2024

### Nazionale (competizioni minori)
- Campionato mondiale under 18 2015